# Argophyllum laxum
Argophyllum laxum är en tvåhjärtbladig växtart som beskrevs av Schlechter. Argophyllum laxum ingår i släktet Argophyllum och familjen Argophyllaceae. Inga underarter finns listade i Catalogue of Life.